# Повашка Бистрица
Повашка Бистрица (слч. Považská Bystrica, мађ. Vágbeszterce) град је на северозападу Словачке. Налази се на обали реке Вах на око 30 km од града Жилина. У Повашкој Бистрици живи око 42.000 становника.
Повашка Бистрица нема историјско језгро јер је већина старих здања срушена и замењена у периоду од 1950. до 1980. Данас за већину Словака Повашка Бистрица представља место познато по саобраћајним гужвама због положаја на важној траси између Братиславе и Жилине. У последњој деценији се неуспешно преговара о изградњи нове деонице ауто-пута Д1. Оптимистична предвиђања кажу да би она могла бити изграђена 2010. Данашње стање је такво да се ауто-пут прекида на око 5 km пре града и наставља 5 km после излаза.
С друге стране Повашка Бистрица се налази у изузетном природном окружењу. Налази се између два планинска венца - Стражовске Врхи и Јаворники. Панорамом града доминира врх Суловских стена - Велики Манин (Veľký Manín) (890 m) који се види из готово свих делова града. Између Великог Манина и Малог Манина налази се Манински теснац (Manínska tiesňava). У близини Повашке Бистрице налази се и једна од најпознатијих словачких бања - Рајецке Тјеплице.

## Историја
Први писани извору ком се спомиње град датира из 1316. и везана је за име Матуша Чака, средњовековног мађарског велепоседника. Следеће спомињање је из 13. јула 1330. Под налетом Хусита град је спаљен 1432. Историја места је уско повезана са оближњим замком Бистрица (или Повашки) који је изграђен у 13. веку. Најпознатији власници су били витезови Јан и Рафаел Подманицки. Породица Подманицки је завладала градом 1458. када је Матија Корвин поклонио замак, место и 16 околних села Ладиславу Подманицком. У периоду владавине Подманицких који је трајао око 100 година град је забележио велики успон.
Наредни век је био тежак и за град и за регију. Град је похаран више пута од стране Мађара. Најзначајније су пљачке Иштвана Бочкаја (1604), Имра Токоља (1679) и Беречења и Очкаја (1707). Након тешких времена град је почео да добија повластице од мађарских краљева и уживао је бољи статус од околних места. Међутим оваква позиција града је нестала укидањем свих повластица 1886.
Град је ушао у састав Чехословачке 1918. године. Фабрика муниције Рот је пребачена из Братиславе у Повашку Бистрицу 1929. што је умногоме поправило економску ситуацију града.
Након Другог светског рата, а посебно током 1970их и 1980их, град је доживео велики раст. Око малог градског центра изграђена су нова стамбена насеља. Сам центар града је у потпуности реконструисан па самим тим је данас у Повашкој Бистрици тешко пронаћи историјску зграду. Највећи послодавац у граду након Другог светског рата је фабрика индустријских производа Повашке стројарне.

## Становништво
| Година:    | 1994.  | 2004.   | 2014.   | 2024.   |
| ---------- | ------ | ------- | ------- | ------- |
| Број људи: | 42 737 | 42 320  | 40 569  | 36 961  |
| Разлика:   |        | -0,97 % | -4,13 % | -8,89 % |

| Година:    | 2023.  | 2024.   |
| ---------- | ------ | ------- |
| Број људи: | 37 261 | 36 961  |
| Разлика:   |        | -0,80 % |

Према попису из 2021. у граду је живело 38.641 становника. Од тога 93,57% су били Словаци а 0,63% Чеси. Католици су чинили 66,08% становништва, атеисти 22,73% и 1,92% Лутеранци.

## Општине
Повашка Бистрица има девет општина. Од укупног броја становника 75% живи у самом граду у стамбеним блоковима а око 25% у приградским селима.
Општине:
| - Центрум - Дедовец - Глини |  | - Колонија - Лани - Розквет |  | - Стред - СНП - Заквашов |

Села око Повашке Бистрице су: Доњи и Горњи Милохов, Јелшове, Шуваровце.
Мање насеобине су Белашка Копаница, Ценгелов Лаз, Дворскехо Лаз, Галановце, Ходницке, Крекачов Лаз, Лишковје Лаз, Матушки Лаз, Рибариков Лаз, Томанковци и Трновје Лаз.

## Градови побратими
- - Рожнов под Радхоштјем
- - Бачка Паланка

## Познати
- Маријан Вајда
- Лубомир Лухови